# Конін (Новотомиський повіт)
Конін (пол. Konin, нім. Waldeck) — село в Польщі, у гміні Львувек Новотомиського повіту Великопольського воєводства.
Населення — 487 осіб (2011).
У 1975-1998 роках село належало до Познанського воєводства.

## Демографія
Демографічна структура станом на 31 березня 2011 року:
|          | Загалом | Допрацездатний вік | Працездатний вік | Постпрацездатний вік |
| -------- | ------- | ------------------ | ---------------- | -------------------- |
| Чоловіки | 250     | 68                 | 158              | 24                   |
| Жінки    | 237     | 45                 | 144              | 48                   |
| Разом    | 487     | 113                | 302              | 72                   |